# Over the Top (film, 1918)
Pour les articles homonymes, voir Over the Top.
Pour plus de détails, voir Fiche technique et Distribution.
Over the Top est un film américain réalisé par Wilfrid North, sorti en 1918.
Le président Woodrow Wilson a assisté à la première projection du film avec sa femme et plusieurs membres de son cabinet.

## Synopsis
Le sergent Arthur Guy Empey "Garry", acteur, auteur et réalisateur s'engage en tant que volontaire dans l'armée britannique durant la Première Guerre mondiale après le naufrage du RMS Lusitania. Blessé, il est en convalescence à New York où il rencontre Helen Lloyd et en tombe amoureux. Les deux envisagent de se marier après son retour du service actif avec les forces américaines en France. Le frère d'Helen, Albert, qui combat en France sous le commandement de Garry, panique et déserte son poste, ce qui contraint Garry à le dénoncer. Au tribunal militaire, Albert est condamné à mort, mais lorsque la compagnie D est attaquée, ses actions héroïques sauvent la situation et il meurt en héros. Pendant ce temps, Helen est enlevée par l'officier allemand Friederich von Emden, dont le sous-marin la transporte à son quartier général, le château de Madame Arnot en Belgique. Von Emden capture Garry et lui ordonne d'assister à un banquet célébrant le mariage forcé de l'Allemand avec Helen, mais une vieille servante nommée Sonia empoisonne la plupart des invités allemands. Garry tue Emden puis s'enfuie avec elle vers les lignes alliées.

## Fiche technique
- Titre : Over the Top
- Réalisation : Wilfrid North
- Scénario : Robert Gordon Anderson d'après le livre d'Arthur Guy Empey paru en 1917[4]
- Photographie : Tom Malloy
- Producteur : Albert E. Smith
- Société de production : Vitagraph Company of America
- Société de distribution : Greater Vitagraph (V-L-S-E)
- Pays de production :  États-Unis
- Langue : film muet avec les intertitres en anglais
- Format : Noir et blanc — 35 mm — 1,33:1 — Muet
- Genre : Film dramatique[3], Film de guerre
- Durée : 90 minutes (1 h 30)
- Date de sortie :
  - États-Unis : 31 mars 1918

## Distribution
- Arthur Guy Empey : Sergent James Garrison 'Garry' Owen
- Lois Meredith : Helen Lloyd
- James W. Morrison : Albert Lloyd
- Arthur Donaldson : Friederich von Emden
- Julia Swayne Gordon : Mrs. Wagner
- Mary Maurice : Mrs. Margaret McNeal
- Betty Blythe : Madame Arnot
- Nellie Anderson : Sonia
- William Calhoun : Thomas Waldron
- William H. Stucky : Geoffry Blake